# 乔四
乔四（1948年—1991年6月9日），原名宋永佳，朝鲜族，黑龙江省哈尔滨市人。1980年代末哈尔滨乃至黑龙江势力最庞大的黑社会首领之一。1991年6月被处决。

## 生平
乔四原名为宋永佳，家中排行第四，又因家住在道里区安道街一座跨铁路的大桥旁而自称“大桥老四”，后被称为“乔四”。

### 发迹
1980年起，前后因为流氓、赌博、斗殴、盗窃等罪名被拘留六次、三年有期徒刑一次。不过在发家之前，他只是一个普通瓦砖工人，后来纠集流氓帮助政府和发展商用暴力处理拆迁问题而扶摇直上，由于其手法干脆利落，得到许多发展商的拆迁工程合同。从1986年开始承包了哈尔滨市内大量的拆迁工程，获取暴利，也几乎垄断了哈尔滨的拆迁市场和建筑市场。

### 壮大
暴富之后的乔四迅速拓展其势力，霸占了大量的夜总会、酒店、舞厅，同时击败了哈尔滨市内的黑社会对手郝瘸子、杨馒头、小克等人，成为哈尔滨的黑社会领袖。乔四还以钱色收买黑龙江省内的许多政府官员，成为不少高官的座上客，从而得以庇护其黑道活动。被冠予“企业家”称号的乔四还被任命为龙华建筑公司的副总经理。
乔四集团的主要活动是暴力拆迁、收巨额保护费、砍人和经营娱乐场所等。此外，他还纵情声色，霸占、强奸了不少妇女。

### 覆灭
1990年8月10日，“8·10行动”突击展开，逮捕了乔四、郝瘸子、小克等黑社会头目。

### 枪决
1991年6月9日，哈尔滨市中级人民法院召开“严厉打击严重刑事犯罪分子大会”，判处了宋永佳（即乔四）死刑，立即执行。乔四在一个荒山处被枪决，死前最后一句话是“我这辈子，够了。”

### 后续
乔四被处决后，哈尔滨的黑社会一片混乱，但是不久后经过势力重组又死灰复燃，其中乔四的一个打手李正光还转战北京，在首都建立庞大的黑社会集团，在2001年才被捕，后于当年底被判处死刑。。
轶事
大约在1988年，乔四在哈尔滨松北区李家屯的红光路附近建立起了一栋豪华的欧式风格乡间别墅。在乔四伏法后，这栋别墅废弃至今。
网上传言乔四的座驾是奔驰车，据笔者的一位曾与乔四有过交集的朋友透露，乔四的车是一辆走私的比尤克(别克正式进入中国之前的音译名)豪华轿车，并非是奔驰车。在乔四伏法时，奔驰车在哈尔滨仅有两辆，其中一辆奔驰车的车主正是乔四的对手小克。
在1992年，由安志国，张延平，刘国祥主演，黑龙江电视台拍摄并制作的的12集电视剧《大潮中的枪声》，就是以乔四事件为原型而拍摄的，如下是剧中人物中的原型
反派男一号肖龙飞——乔四(宋永佳)
反派男二号拐王(王滨生)——郝瘸子(本名郝伟涛)
反派男三号小磨(剧中真名不详)——小克(本名王伟范)
正派男一号专案组组长郭勇——乔四专案组组长彭兰江